# Кольцов, Иван Васильевич
Иван Васильевич Кольцов (1922—2012) — советский, российский врач. Народный врач СССР (1982).

## Биография
Родился 28 июля 1922 года (по другим источникам — в 1923) в селе Козлово (ныне в Череповецком районе Вологодской области), в крестьянской семье.
В 1936 году окончил 7 классов неполной средней школы, в 1940 — трёхгодичное фельдшерское отделение Череповецкой фельдшерско-акушерской школы. С августа 1940 по июнь 1941 года работал заведующим участковой больницей в селе Бечевинке Белозерского района Вологодской области.
В самом начале войны, 23 июня 1941 года, добровольцем ушёл на фронт. Окончил краткосрочные курсы младших лейтенантов, в ноябре 1941 года в должности командира стрелкового взвода направлен на Западный фронт. Принимал участие в боях под Москвой. Был тяжело контужен. После выписки из медсанбата переведен на должность фельдшера. В этой должности, а затем старшим военфельдшером и исполняющим обязанности врача служил в саперных частях действующей армии. Участвовал в боях на Западном и Карельском фронтах, в танковом сражении под Прохоровкой на Орловско-Курской дуге, в освобождении Украины, Молдавии, Румынии, Белоруссии, Литвы, воевал в Восточной Пруссии. Был ранен.
В июле 1946 года демобилизован из рядов Советской Армии в звании гвардии старшего лейтенанта медицинской службы и поступил в Ярославский государственный медицинский институт, лечебный факультет которого с отличием окончил в 1951 году.
В 1951–1957 годах работал главным врачом Барановской районной больницы Ульяновской области. Одновременно заведовал терапевтическим отделением больницы и исполнял обязанности районного терапевта.
С сентября 1957 года — главный врач больницы треста «Череповецметаллургхимстрой». В январе 1959 года назначен главным врачом вновь организованной медико-санитарной части Череповецкого металлургического завода, где трудился в течение 28 лет (с 21.1.1959 по 5.6.1987).
За эти годы медико-санитарная часть металлургов превратилась из цеховых здравпунктов и небольшой поликлиники в крупное лечебно-профилактическое учреждение Вологодской области. Под руководством И. В. Кольцова были построены две поликлиники на 750 посещений в смену каждая, два хирургических корпуса на 360 коек, начато строительство третьей поликлиники и родильного дома. Коечный фонд медсанчасти вырос до 630 коек. Открыто 46 здравпунктов и травматологический пункт. Все подразделения медсанчасти были оснащены современным медицинским оборудованием.
Много внимания уделял главный врач внедрению новых методов лечебно-диагностического процесса, диспансерному обслуживанию рабочих, снижению заболеваемости и травматизма. Проводилась большая работа по научной организации труда медсанчасти, созданы врачебно-инженерные бригады на металлургическом и сталепрокатном заводах.
Активно участвовал в подготовке врачей-интернов, средних медицинских работников. В течение 24 лет преподавал терапию в медицинском училище.
Наряду с административной работой в течение 35 лет работал ординатором терапевтического отделения медсанчасти. Имел первую квалификационную категорию врача-терапевта.
Участвовал во всесоюзных, международных съездах, конференциях и симпозиумах. Автор десяти научно-практических печатных работ.
Вёл большую общественную работу. В течение 28 лет избирался депутатом Череповецкого городского Совета, где был председателем постоянной комиссии по здравоохранению, социальному обеспечению и спорту. В течение 21 года был членом Вологодского областного совета профсоюзов и председателем комиссии по социальному страхованию облсовпрофа.
За боевые и трудовые заслуги отмечен многочисленными правительственными наградами и почётными званиями.
В августе 1992 года ушёл на заслуженный отдых.
Умер в 2012 году.

### Семья
- Жена — Калерия Андреевна, врач-офтальмолог
- Дочь — Татьяна Ивановна Котова, акушер-гинеколог высшей категории, проживает в Череповце
- Сын — Анатолий Иванович Кольцов, хирург высшей категории, кандидат медицинских наук, работает в Санкт-Петербурге.

## Награды и звания
- Народный врач СССР (1982)
- Орден «Знак Почёта»
- Два ордена Красной Звезды
- Орден Октябрьской Революции
- Орден Отечественной войны 1-й степени
- Орден Отечественной войны 2-й степени
- Медаль «За отвагу» (СССР)
- Медаль «За взятие Кёнигсберга»
- Медаль «За победу над Германией в Великой Отечественной войне 1941—1945 гг.»
- 1 медаль
- Значок «Отличнику здравоохранения» (СССР)
- Знак «Отличник санитарной обороны СССР»
- Нагрудный знак Н. И. Пирогова
- Заслуженный работник Череповецкого металлургического комбината (1982)
- Дважды был занесён на областную Доску почёта
- Почётный гражданин Череповца (1992).

## Память
- В 2015 году на здании медсанчасти «Северсталь» открыта мемориальная доска народному врачу СССР Ивану Кольцову[4]